# Hadena chrysolepia
Hadena chrysolepia là một loài bướm đêm trong họ Noctuidae.